# Кебало Вадим Зиновійович
Вадим Зиновійович Кебало (нар. 20 квітня 1967) — український гравець у водне поло. Він брав участь у турнірі серед чоловіків на літніх Олімпійських іграх 1996 року.